# Bobby McFerrin
Robert (Bobby) McFerrin Jr. (11 maart 1950) is een in New York geboren Amerikaanse a capella-zanger, die beïnvloed is door de jazzmuziek. Hij is vooral bekend van zijn wereldwijde hit Don't Worry, Be Happy uit 1988. Dit lied, uit de film Cocktail met Tom Cruise, voerde internationaal de hitlijsten aan. Het lied werd door George H.W. Bush gebruikt in zijn verkiezingscampagne voor het presidentschap in 1988, totdat Bobby McFerrin bezwaar maakte. Het lied werd in Nederland gecoverd door Alfred Lagarde, alias Johnny Camaro.

## Levensloop
Zijn vader, Robert McFerrin sr., was de eerste zwarte solo-zanger in de Metropolitan Opera. In 1958 verhuisde de familie McFerrin naar Hollywood, toen McFerrin sr. gevraagd werd de zangpartij van Sidney Poitier te verzorgen in de film Porgy and Bess. De jonge Bobby McFerrin begon in deze periode met muziekles. Aanvankelijk speelde hij klarinet, maar hij stapte al snel over naar de piano. Even overwoog Bobby McFerrin priester te worden, tot hij als tiener definitief voor een carrière in de muziek koos.
In 1977 begon Bobby McFerrin, die tot dan toe als pianist in een band getoerd had door de Verenigde Staten, met zingen. Hij werd zanger van de groep Astral Project uit New Orleans. Daarna toerde hij met de jazzzanger Jon Hendricks. Zijn ster als zanger rees gestaag in de volgende jaren. In 1980 kon hij optreden op het The Playboy Jazz Festival, een jaar later op het Kool Jazz Festival in New York. 

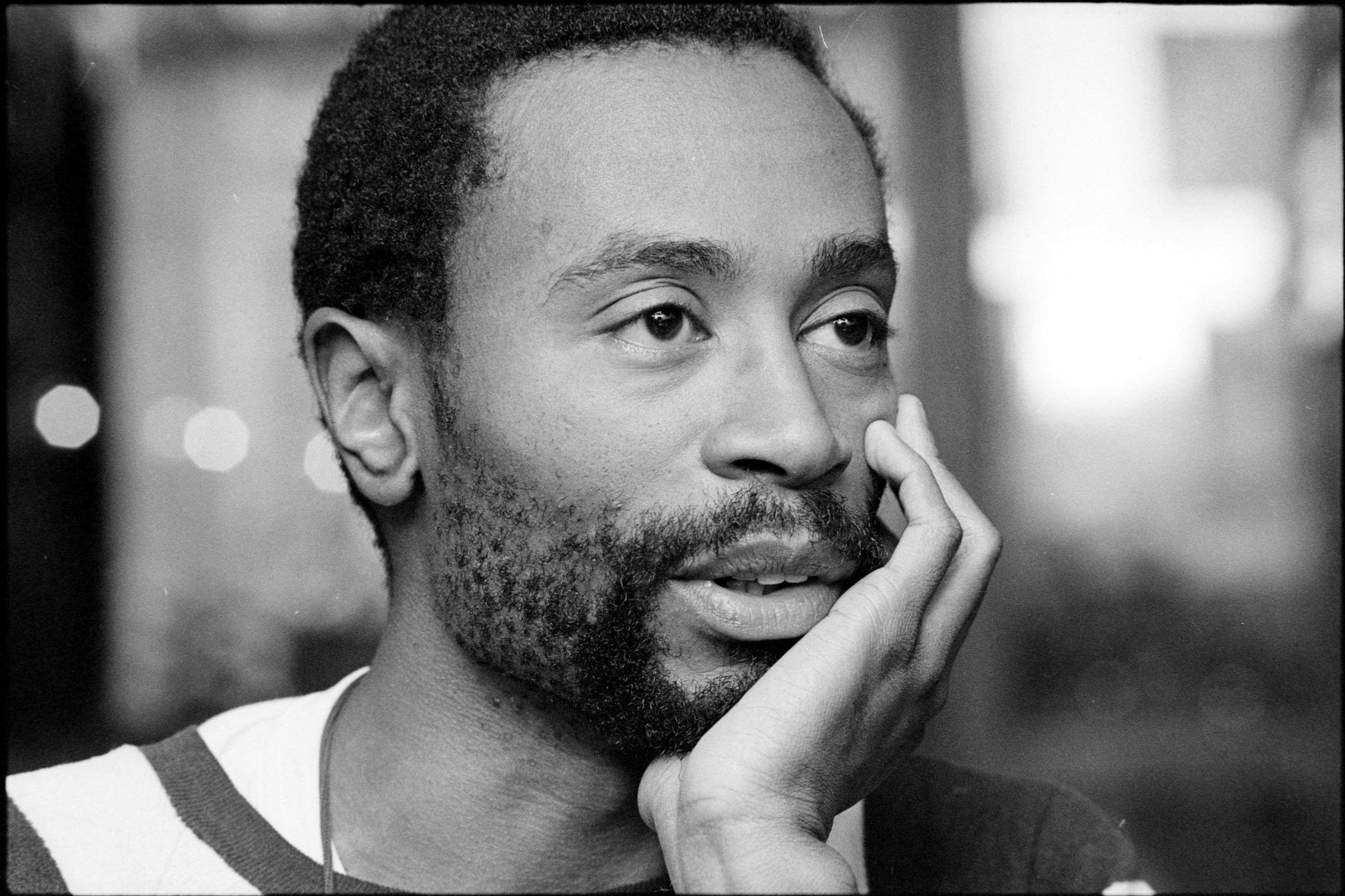
Bobby McFerrin, 1982

Kort hierna bracht hij zijn eerste album uit. In 1983 maakte hij zijn eerste tournee door Europa. Hij specialiseerde zich in optredens zonder voorbereid materiaal en waarbij geen begeleiding gebruikt werd. Hoewel het Europese publiek in eerste instantie enigszins terughoudend reageerde, werd hij al snel een gevierd zanger. De Duitse pers noemde hem een Stimmwunder. Opnames van deze optredens werden uitgebracht op het album The Voice.
Op zijn derde album Simple Pleasures uit 1988 stond Don't Worry, be Happy. Voor dit lied ontving hij twee Grammy's. Het album en vooral het lied brachten Bobby McFerrin in het middelpunt van de popmuziek. In plaats van zijn populariteit uit te buiten, nam Bobby McFerrin een sabbatical op. In deze periode begon hij zich toe te leggen op het dirigeren. Hij volgde lessen bij onder andere Leonard Bernstein, Gustav Meier and Seiji Ozawa. Op zijn veertigste verjaardag mocht hij het San Francisco Symphony Orchestra dirigeren.
Hierna nam hij het klassieke album Hush op met de cellist Yo-Yo Ma. In 1994 werd McFerrin benoemd tot creative director van het St. Paul Chamber Orchestra en bracht hij het album Paper Music uit, een verzameling opnames van McFerrin als dirigent.
Sindsdien heeft Bobby McFerrin opgetreden met vermaarde orkesten. Hij is getrouwd en heeft drie kinderen.

## NPO Radio 2 Top 2000
| Nummer met noteringen in de NPO Radio 2 Top 2000 | '99  | '00 | '01  |
| ------------------------------------------------ | ---- | --- | ---- |
| Don't Worry, Be Happy                            | 1557 | -   | 1909 |

1. ↑  Een '-' betekent dat het nummer niet was genoteerd en een vetgedrukt getal geeft de hoogste notering aan.
2. ↑  Deze tabel is bijgewerkt tot en met de laatste editie (2024).